# Westway
Westway és una concentració de població designada pel cens dels Estats Units a l'estat de Texas. Segons el cens del 2009 tenia 3.597 habitants.

## Demografia
Segons el cens del 2000, Westway tenia 3.829 habitants, 912 habitatges, i 850 famílies. La densitat de població era de 1.120 habitants per km².
Dels 912 habitatges en un 64,6% hi vivien nens de menys de 18 anys, en un 71,3% hi vivien parelles casades, en un 17,2% dones solteres, i en un 6,7% no eren unitats familiars. En el 5,9% dels habitatges hi vivien persones soles el 2,2% de les quals corresponia a persones de 65 anys o més que vivien soles. El nombre mitjà de persones vivint en cada habitatge era de 4,2 i el nombre mitjà de persones que vivien en cada família era de 4,36.
Per edats la població es repartia de la següent manera: un 41,2% tenia menys de 18 anys, un 11,4% entre 18 i 24, un 28,2% entre 25 i 44, un 14,8% de 45 a 60 i un 4,4% 65 anys o més.
L'edat mediana era de 23 anys. Per cada 100 dones de 18 o més anys hi havia 88,9 homes.
La renda mediana per habitatge era de 21.439$ i la renda mediana per família de 21.134$. Els homes tenien una renda mediana de 17.197$ mentre que les dones 14.157$. La renda per capita de la població era de 6.636$. Aproximadament el 35,2% de les famílies i el 36,8% de la població estaven per davall del llindar de pobresa.

## Poblacions més properes
El següent diagrama mostra les poblacions més properes.